# Marielle Goitschel
Marielle Goitschel (* 28. September 1945 in Sainte-Maxime, Département Var) ist eine ehemalige französische Skirennläuferin. Sie war eine der erfolgreichsten Athletinnen der 1960er Jahre.

## Karriere
Bei den Skiweltmeisterschaften 1962 in Chamonix wurde sie Weltmeisterin in der Kombination und Zweite im Slalom. Bei den Olympischen Spielen 1964 in Innsbruck wurde sie Olympiasiegerin im Riesenslalom und gewann hinter ihrer Schwester Christine Goitschel (* 1944) die Silbermedaille im Slalom. Dazu gewann sie die Kombinationswertung, die allerdings nur als Weltmeisterschafts- und nicht als Olympiadisziplin zählte. Sie sorgte für zusätzlichen Presserummel, als sie ihre baldige Heirat mit Jean-Claude Killy bekanntgab. Allerdings war dies bloß ein Scherz, den sie zusammen mit ihrer Schwester ausgeheckt hatte, um sich über die Journalisten lustig zu machen. Im selben Jahr wurde sie von der Sportzeitung L’Équipe als erste Frau zu Frankreichs Sportlerin des Jahres („Champion des champions“) gewählt und von der Internationalen Vereinigung der Ski-Journalisten (AIJS) zusammen mit ihrer Schwester mit dem Skieur d’Or ausgezeichnet. Sie identifizierte sich mit Charles de Gaulle und Olympiagold gewann sie 1964 „für den General de Gaulle“.
Goitschel war der absolute Superstar der Skiweltmeisterschaften 1966 in der chilenischen Skistation Portillo, als sie in drei Disziplinen gewann (Abfahrt, Riesenslalom und Kombination) sowie einmal Zweite wurde (Slalom). Die Goldmedaille in der Abfahrt wurde ihr allerdings erst zwei Jahre später zugesprochen, nachdem sich herausgestellt hatte, dass Erika Schinegger eigentlich ein Mann ist. Bei den Olympischen Spielen 1968 in Grenoble wurde sie erneut Olympiasiegerin, diesmal im Slalom, und Zweite in der Kombination. Auch hier wurde die Kombination nur als Weltmeisterschaftsmedaille, nicht als olympische Medaille gewertet.
Im Jahr 1967, als der Skiweltcup erstmals ausgetragen wurde, gewann sie die Disziplinenwertungen im Slalom (punktgleich mit Annie Famose) und in der Abfahrt, in der Gesamtwertung wurde sie mit vier Punkten Rückstand auf die Kanadierin Nancy Greene Zweite. 1968 entschied sie erneut die Disziplinenwertung im Slalom für sich und beendete dann ihre sportliche Karriere. Insgesamt gewann sie sieben Weltcuprennen (zwei Abfahrten und fünf Slaloms, darunter der ebenfalls zum Weltcup zählende Slalom der Olympischen Spiele 1968).

### Wichtige Erfolge vor dem Weltcup
Wichtige Siege vor Einführung des Weltcups erzielte sie unter anderem beim Kriterium des ersten Schnees in Val-d’Isère (jeweils Slalom 15. Dezember 1961 und 14. Dezember 1962), beim Goldenen Fuchs in Maribor und (einschließlich Rang 2 im Slalom) in der Kombination bei den Silberkrugrennen in Bad Gastein am 16. Januar 1964.
1965 gewann sie im Slalom und Riesenslalom beim Goldschlüsselrennen in Schruns am 18./19. Januar und dank Rang 3 in der Abfahrt am 21. Januar auch Sieg in der Kombination, im Slalom am 28. Januar und in der Kombination am 31. Januar in Saint-Gervais-les-Bains und dem Harriman Cup in Sun Valley am 23. März.
Bei den SDS-Rennen in Grindelwald feierte sie von 1963 bis 1966 vier Siege und beim Staufenpokal in Oberstaufen stand sie bis 1966 insgesamt fünf Mal an erster Stelle. Ihr sechster Sieg in Oberstaufen zählte 1968 bereits zum Weltcup. Sie wurde auch Europacupsiegerin 1966, ein von der Sportzeitung »L’Equipe« vergebener Preis, wobei sie mit 108 Punkten vor Traudl Hecher (106) und Christl Haas (91) gewann.
Mit insgesamt 11 Weltmeisterschaftsmedaillen von 1962 bis 1968 (7 goldene, 4 silberne) ist sie in dieser Wertung nach Christl Cranz (15 Weltmeisterschaftsmedaillen von 1934 bis 1939: 12 goldene, 3 silberne) die zweiterfolgreichste Skirennläuferin aller Zeiten. Allerdings wurde zur aktiven Zeit von Cranz jährlich um Weltmeisterschaftsmedaillen gefahren, zur aktiven Zeit von Goitschel nur jedes zweite Jahr.
Von 1962 bis 1966 wurde Goitschel zehnmal französische Meisterin (viermal im Slalom und je dreimal im Riesenslalom und in der Kombination). Ihr Neffe Philippe Goitschel hielt von 1993 bis 1995 und von 2002 bis 2006 den Weltrekord im Geschwindigkeitsskifahren.

## Erfolge

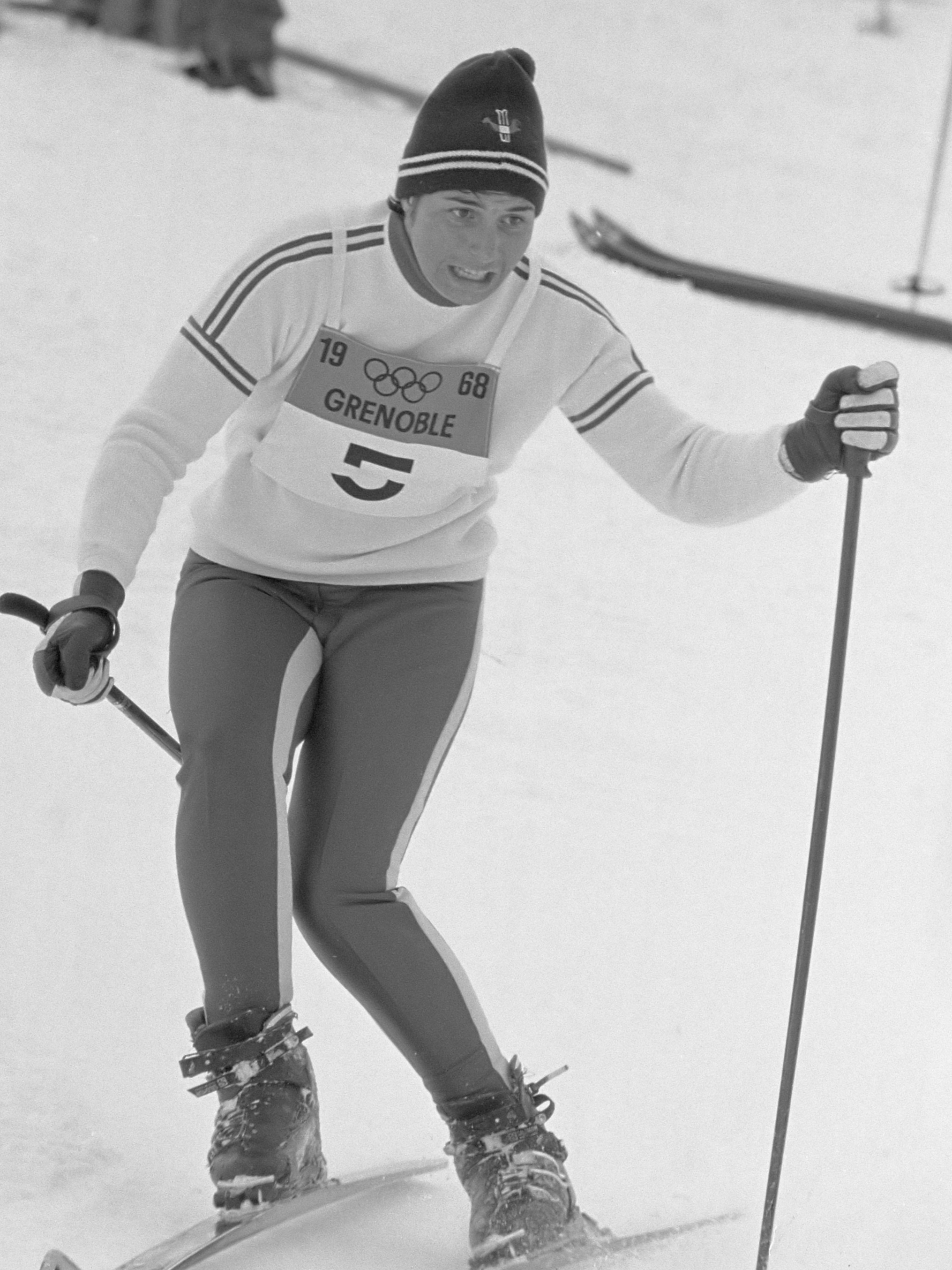
Marielle Goitschel (1968)

### Olympische Spiele (auch WM)
- Innsbruck 1964: 1. Riesenslalom, 2. Slalom, 10. Abfahrt
- Grenoble 1968: 1. Slalom, 7. Riesenslalom, 8. Abfahrt

### Weltmeisterschaften
- Chamonix 1962: 1. Kombination, 2. Slalom, 4. Riesenslalom
- Portillo 1966: 1. Abfahrt, 1. Riesenslalom, 1. Kombination, 2. Slalom

### Weltcupwertungen
Marielle Goitschel gewann zweimal die Disziplinenwertung im Slalom sowie einmal jene in der Abfahrt.
| Saison | Gesamt | Gesamt | Abfahrt | Abfahrt | Riesenslalom | Riesenslalom | Slalom | Slalom |
| Saison | Platz  | Punkte | Platz   | Punkte  | Platz        | Punkte       | Platz  | Punkte |
| ------ | ------ | ------ | ------- | ------- | ------------ | ------------ | ------ | ------ |
| 1967   | 2.     | 172    | 1.      | 56      | 4.           | 46           | 1.     | 70     |
| 1968   | 4.     | 128    | 7.      | 29      | 5.           | 44           | 1.     | 75     |

### Weltcupsiege
Goitschel errang insgesamt 16 Podestplätze, davon 7 Siege:
| Datum           | Ort         | Land        | Disziplin |
| --------------- | ----------- | ----------- | --------- |
| 18. Januar 1967 | Schruns     | Österreich  | Abfahrt   |
| 19. Januar 1967 | Schruns     | Österreich  | Slalom    |
| 3. März 1967    | Sestriere   | Italien     | Abfahrt   |
| 12. März 1967   | Franconia   | USA         | Slalom    |
| 6. Januar 1968  | Oberstaufen | Deutschland | Slalom    |
| 2. Februar 1968 | Chamrousse  | Frankreich  | Slalom *  |
| 28. März 1968   | Rossland    | Kanada      | Slalom    |

* Die Rennen der Olympischen Spiele 1968 zählten ebenfalls zum Weltcup.

### Weitere Erfolge
- Rang 3 in der Abfahrt in Grindelwald am 9. Januar 1959[12]
- Rang 2 im Riesenslalom in Schruns am 15. Januar 1963[13]
- Siege im Slalom und in der Kombination in Abetone am 3. Februar 1963[14]
- Sieg im Goldeck-Slalom in Spittal an der Drau am 17. März 1963[15]
- Rang 3 im Riesenslalom und in der Kombination am 13. Dezember 1963 bei der Saisoneröffnung in Val d'Isère[16]
- jeweils Rang 2 im Slalom I und Slalom II am 3./4. Januar 1964 in Oberstaufen[17][18]
- Rang 3 im Riesenslalom in Grindelwald am 8. Januar 1964[19]
- 1964: Rang 2 im Riesenslalom bei den Kandahar-Rennen in Garmisch-Partenkirchen am 14. Februar und Kombinationssieg am 15. Februar[20][21]
- Sieg im Slalom von Kranjska Gora am 1. März 1964[22]
- Ränge 2 im Slalom und Riesenslalom am 5./6. Januar 1965 in Grindelwald[23][24]
- Rang 2 in der Abfahrt und im Slalom beim Kandaharrennen in St. Anton am Arlberg am 15./16. Januar 1965, somit Kombinationssiegerin[25][26]
- Ränge 2 am 9. und 11. Februar 1965 im Riesenslalom und Slalom beim Alpencup in Davos[27][28]
- Sieg im Slalom am 14. März 1965 im Dreiländerkampf USA – Frankreich – Österreich in Vail[29] und auch im Slalom im «Vail-Cup» am 16. März 1965[30]
- Rang 2 im Riesenslalom in Oberstaufen am 7. Januar 1966[31]
- Rang 2 im Slalom in Bad Gastein am 20. Januar 1966 (damit Rang 4 in der Kombination)[32]
- 1966: am 27. Januar im Slalom von Saint-Gervais-les-Bains und mit Rang 6 in der Abfahrt am 29. Januar auch Sieg in der Kombination[33][34]
- Meribel 1966: Sieg im Slalom am 2. März, Rang 4 in der Abfahrt und Sieg in der Kombination am 5. März[35][36]
- Sieg im Slalom in Stowe (Vermont) am 20. März 1966[37]; Siege im Slalom und in der Kombination beim »GP von Morzine« am 6. Februar 1966[38]
- Rang 3 in der Abfahrt am 24. März 1966 und Sieg im Riesenslalom am 26. März 1966 beim «Fünfländertreffen» und «Bud Werner-Gedenkcup» in Sun Valley[39][40]
- Jeweils Rang 2 im Riesenslalom und Slalom in Heavenly Valley am 2./3. April 1966[41]
- Siege im Slalom und Riesenslalom beim Alpencup in Bad Gastein am 8./9. Februar 1967[42][43]
- 1967: Nebst dem Abfahrtssieg beim Kandaharrennen in Sestriere am 3. März noch Rang 2 im Slalom und damit Kombi-Sieg am 4. März[44]
- 1967: Slalomsieg am 16. März beim «Fünfländerkampf» in Vail[45]

## Auszeichnungen
- 1964: Champion des champions
- 1964: Skieur d’Or

## Werke
- Marielle Goitschel, Christine Goitschel: Les soeurs Goitschel: Les Etoiles des neiges. Éditions Jacob-Duvernet, Paris 2008, ISBN 978-2-84724-205-8.